# Sons of the Forest
A Sons of the Forest egy 2024-ben kiadott belső nézetes túlélőhorror videójáték az Endnight Games fejlesztésében. A játék a 2014-es The Forest folytatása.

## Játékmenet
A játék egy erdős területű szigeten játszódik, melyet kannibálok, és mutánsok laknak. A játékos egy elveszett milliárdos család után kutat. Célunk, a kicsit sem zökkenőmentes érkezést követően a túlélő társunk segítségével felkutatni a lehetséges helyeket ahol a család tagjai lehetnek, miközben túl kell élnünk a természet, kannibálok és rejtélyes mutánsok által teremtett kihívásokat. Ügyelnünk kell karakterünk táplálása, hidratálása, meg kell ismerünk a helyi fauna növény és állatvilágát, illetve biztosítanunk kell fedelet a fejünk felé, majd számolnunk kell a tél zord körülményeivel is. Az előző részhez képest itt már modernebb fegyverekkel is megvédhetjük magunkat, illetve sokkal szabadabban építkezhetünk. A játékmenet előrehaladtával egyre több rejtélyt, majd egyre több választ is fogunk találni, míg nem elérünk a célunkhoz és választhatunk, hogy kijutunk vagy a szigeten maradunk-e.

## Horror elemek vagy békés túlélés?
Elődjéhez, a The Forest játékhoz hasonlóan nehézségi fokozatot állítva van lehetőségünk akár csak szimplán építkezős vonalon mozogni, de ha szeretnénk, akár éjszakánként rettegve védhetjük a táborunkat a kannibáloktól, vagy minden kis neszre összerezzenve deríthetjük fel a barlangok rejtélyeit. Mindkét tábor megtalálhatja a magának való módot.

## Fejlesztés
A játékot az Endnight eredetileg már 2019 decemberében bejelentette, és a korai hozzáférésű megjelenését 2022 májusára ígérték. 2022. március végén azonban hivatalosan eltolták a megjelenést azév októberére. Ezt követően a várakozás közepette, már augusztusban továbbtolták a kiadás dátumát, a már végleges 2023. október 23-ai időpontra.
A játék a korai hozzáférésű megjelenést követően egy éven keresztül volt ebben a fázisban, míg az 1.0 verzióval hivatalosan kiadták 2024. február 22-én.

## Külső hivatkozások
- TheForest Magyarország
- Magyarítás
- Of The Forest|Sons Of The Forest a Steamen